# Valerij Kostiuk
Valerij Viktorovitj Kostiuk (ryska: Вале́рий Ви́кторович Костю́к), född 26 augusti 1940 i Zaporizjzja, är en rysk forskare som har bidragit till utvecklingen av metoder för produktion av gaser och kryotekniska vätskor. Han är viceordförande i Rysslands Vetenskapsakademi.

## Career
Kostiuk tog 1962 examen vid Tjeljabinsks polytekniska institut (ryska: Челябинский политехнический институт, numera benämnt Södra Urals statliga universitet, ryska: Южно-Уральский государственный университет), där han sedan arbetade som ingenjör till 1963. Mellan 1963 och 1978 arbetade han vid Moskvas flyginstitut (ryska: Московский авиационный институт), där han doktorerade 1976 och avancerade till professors grad. Under tidigt 1990-tal grundade Kostiuk Lågtemperaturforskningsinstitutet vid Moskvas flyginstitut (ryska: Научно-исследовательский институт низких температур при Московском авиационном институте) och han har varit dess direktör sedan 1992.
1997 blev Kostiuk fullvärdig ledamot av Rysslands Vetenskapsakademi, och 2013 utnämndes han till viceordförande i samma organisation. Hans forskningsområden har bland annat varit värmeöverföring, fasövergångar och strömningsmekanik hos kryotekniska fluider samt högtemperatursupraledande maskiner och kraftöverföringskablar.
Kostiuk tilldelades 2012 tillsammans med Boris Katorgin och Rodney John Allam utmärkelsen Global Energy Prize för sin utveckling av processer och utrustning för att producera kryogener samt utveckling och tillämpning av ny teknik för elproduktion i elkraftsystem.